# Конрад V фон Тримберг
Конрад V фон Тримберг „Стари“ (на немски: Konrad/Conrad V von Trimberg „der Ältere“; * пр. 1323; † сл. 1370) от франкската благородническа фамилия Тримберг е господар на замък Тримберг (1292) при Елферсхаузен в Бавария. Той е господар на Уденхайм-Шпилберг (1333), купува замък Шилдек (1335). Той е до 1336 г. господар на 1/2 Бройберг и го продава на шенк Конрад фон Ербах. Споменат е в документи от 1323 до 1370 г.

## Произход и управление
Той е син на Конрад IV фон Тримберг († 1306/1308) и съпругата му Агнес фон Хоенберг († сл. 1308). Брат е на Алберт († 2 март 1331), домхер във Вюрцбург (1313 – 1331), и на Хайнрих фон Тримберг († сл. 1321).
През 1226 г. замъкът Тримберг е даден за ползване на манастир Вюрцбург. През 1328 г. император Лудвиг IV издига Конрад V фон Тримберг на рицар.
Родът на господарите на Тримберг изчезва по мъжка линия през 1384 г.

## Фамилия
Първи брак: с Куница Райц фон Бройберг (* пр. 1317; † 24 август 1331), наследничка на 1/2 Бройберг, дъщеря на Ароаз фон Бройберг († 1323) и Гизела фон Фалкенщайн († 1314). Те имат четири деца:
- Конрад VII фон Тримберг „Млади“ (* пр. 1365; † 31 октомври 1376)
- Готфрид фон Тримберг (* пр. 1343 – ?), дехант във Фулда (1343)
- Катарина фон Тримберг († сл. 23 февруари 1366)
- Ароаз/Ароиз фон Тримберг († 4 ноември 1384)

Втори брак: пр. 27 април 1347 г. с Елизабет фон Диц-Вайлнау († 1365), дъщеря на граф Герхард II фон Вайлнау († 1288) и графиня Изенгард фон Ханау († 1282). Тя е внучка на граф Хайнрих IV фон Диц-Вайлнау († сл. 1281) и Луитгарт фон Тримберг († 1297), дъщеря на Албрехт фон Тримберг († 1261) и Луитгард фон Бюдинген († сл. 1257). Бракът е бездетен.